# مارک پینگر
مارک پینگر (آلمانی: Mark Pinger؛ زادهٔ ۲۶ ژوئن ۱۹۷۰) شناگر اهل آلمان بود.
وی در مسابقات کشوری و بین‌المللی در مجموع برندهٔ ۱ مدال نقره، ۲ مدال برنز شده است.